# Parnall Puffin
Parnall Puffin là một mẫu máy bay tiêm kích/trinh sát hai tầng cánh thử nghiệm của Anh, được chế tạo ngay sau Chiến tranh thế giới I.

## Tính năng kỹ chiến thuật
Dữ liệu lấy từ Wixey 1990, tr. 105
Đặc tính tổng quát
- Kíp lái: 2
- Chiều dài: 30 ft (9,1 m)
- Sải cánh: 40 ft 0 in (12,19 m)
- Chiều cao: 11 ft 6 in (3,51 m)
- Trọng lượng có tải: 5.000 lb (2.268 kg)
- Động cơ: 1 × Napier Lion II động cơ piston 12 xy-lanh làm mát bằng nước, 450 hp (340 kW)

Hiệu suất bay
- Vận tốc cực đại: 110 mph (177 km/h; 96 kn)

Vũ khí trang bị

- Súng: 1× Súng máy Vickers 0.303 in (7,7 mm) và 1× Súng máy Lewis 0.303 in (7,7 mm)